# Mämmi
Mämmi (w dialektach także mämy lub mämmä) – fiński pudding ze słodu i mąki żytniej, o charakterystycznej ciemnej barwie, serwowany z cukrem, mlekiem lub śmietaną, tradycyjna potrawa wielkanocna. 

## Nazwa
Słowo mämmi odnotowano w języku fińskim w XVIII w. Słowo używane jest również w językach blisko z nim spokrewnionych: karelskim, wotyckim i estońskim. W estońskim mämmi oznacza chleb z mąki słodowej. 
W języku północnolapońskim funkcjonuje natomiast słowo meađmma – „surowy”, które stosowane jest w odniesieniu do chleba i owsianki. 

## Historia
Po wprowadzeniu chrześcijaństwa w Finlandii w XII w. mieszkańcy południowej (katolickiej) części kraju zaczęli spożywać w Wielki Piątek mämmi jako odpowiednik przaśnego chleba na pamiątkę ucieczki z Egiptu. W XVII w. mämmi spożywano z chlebem. W 1700 roku fiński pisarz Daniel Juslenius (1676–1752) w swoim dziele Aboa vetus et nova opisał ciemną, słodką potrawę spożywaną w Finlandii na Wielkanoc. W XIX w. potrawa weszła do kanonu fińskich dań wielkanocnych. Współcześnie najbardziej popularna jest w południowo-zachodniej Finlandii i regionie Häme.

## Opis
Mämmi przygotowywane jest ze słodu, mąki żytniej i wody. Zmieszane składniki są gotowane, a tak powstała masa pieczona jest następnie w piecu. Potrawa ma charakterystyczną ciemną barwę.
Podawana jako deser na zimno, często ze śmietaną (lub mlekiem) i cukrem.